# 컬럼비아 레디비바

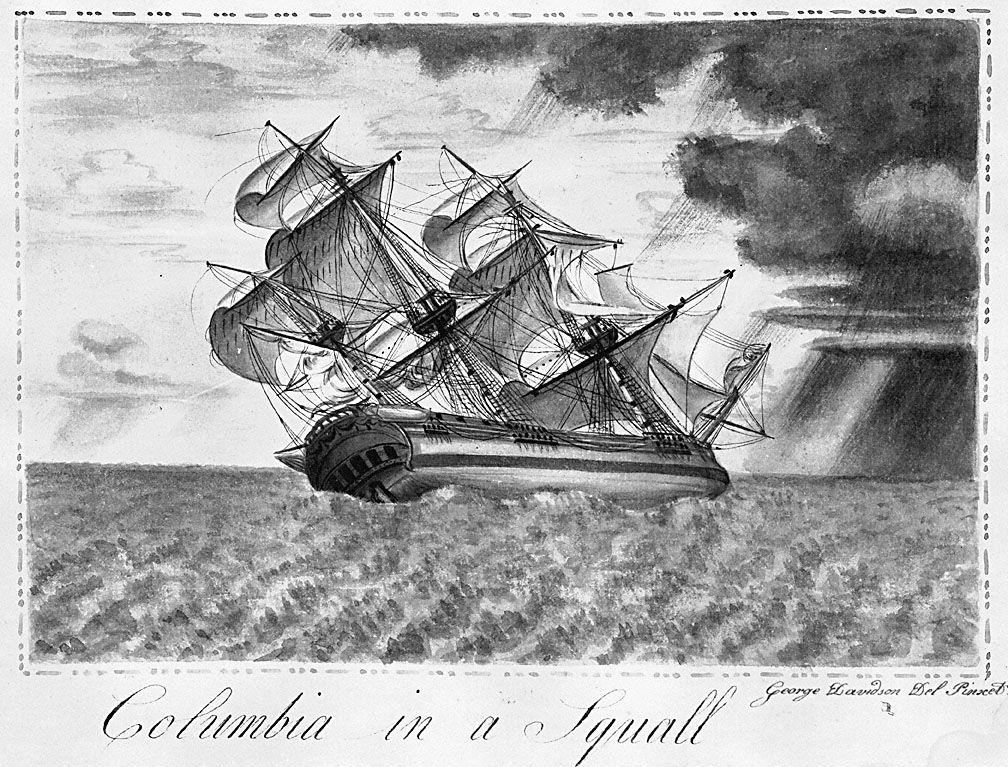
스콜에 접근하는 컬럼비아호의 뒷모습. 1793년 배의 화가로 활동한 조지 데이비슨이 그린 그림

컬럼비아 래디비바(Columbia Rediviva, 일반적으로 컬럼비아)는 미국의 개인 소유의 선박으로, 처음에는 존 켄드릭이, 나중에는 로버트 그레이 선장이 지휘했다. 미국 최초로 세계 일주를 한 선박으로 잘 알려져 있으며, 해상 모피 무역을 위해 태평양 북서부를 탐험했던 선박이다. 1787년 재건 당시 "레디비바"(라틴어로 "부활"이라는 뜻)라는 이름이 추가되었다. 컬럼비아호는 개인 소유였기 때문에 "USS"라는 접두사가 붙지 않는다.

## 역사
초기 당국은 이 배가 1773년 제임스 브릭스가 매사추세츠주 노웰에 있는 노스리버의 호바트랜딩에서 건조하여 "컬럼비아"라고 명명다고 주장했다. 이후 역사가들은 이 배가 1787년 매사추세츠주 플리머스에서 건조되었다고 말한다. 1790년에 컬럼비아호는 미국 선박 최초로 세계 일주에 성공했다. 이 항해의 첫 번째 부분에는 마사 워싱턴의 이름을 딴 USS 레이디 워싱턴 호와 동했했는데, 이 배는 컬럼비아호의 지원선 역할을 했다. 1792년 그레이 선장은 컬럼비아강에 들어가 배의 이름을 따서 강의 이름을 명명했다. 강과 그 유역은 주변 지역과 이 지역의 일부에 위치한 영국 식민지 및 캐나다 주에 그 이름이 남아있다.

## 유산
- 1958년 디즈니랜드의 프론티어랜드에 "범선 컬럼비아"라는 이름의 어트랙션으로 이 배의 실제 복제품이 문을 열었다.[2]
- 1969년 7월, 인간을 최초로 달에 착륙시킨 아폴로 11호의 사령선 모듈 컬럼비아에 사용되었다.
- 1981년, NASA에서 컬럼비아 우주왕복선에 이 이름을 다시 사용했다.[3]